# Olof H. Ödman
Olof Herman Ranfast Ödman, född 28 maj 1906 i Kungsholms församling, Stockholm, död 3 december 1973 i Oscars församling, var en svensk geolog och mineralog.
Ödman blev filosofie licentiat 1933, doktoringenjör vid Technische Hochschule i Aachen samma år, filosofie doktor och docent vid  Stockholms högskola 1941, var geolog vid Bolidens Gruv AB 1933–39, blev statsgeolog 1940 och var professor i mineralogi och geologi vid Kungliga Tekniska högskolan 1952–69. 
Ödman utförde geologiska fältarbeten i Finland 1928, Irland 1945, Kamerun 1949 samt Östafrika och Ghana 1951. Han genomförde en forskningsresa i Brittiska Östafrika 1927–28, en studieresa med konsultuppdrag i Sydafrika 1928, i USA 1929, 1937 o 1951, i Brasilien 1953 och 1956 samt i Liberia 1956–65, i Venezuela 1959 och i Bolivia 1962. Han blev ledamot av Ingenjörsvetenskapsakademien 1958 och av Fysiografiska sällskapet i Lund 1962.